# Khalimatus Sadiyah
Khalimatus Sadiyah (17 de septiembre de 1999) es una deportista indonesia que compite en bádminton adaptado. Ganó dos medallas en los Juegos Paralímpicos de Verano, oro en Tokio 2020 y plata en París 2024.

## Palmarés internacional
| Juegos Paralímpicos | Juegos Paralímpicos | Juegos Paralímpicos | Juegos Paralímpicos  |
| Año                 | Lugar               | Medalla             | Prueba               |
| ------------------- | ------------------- | ------------------- | -------------------- |
| 2020                | Tokio (Japón)       | Medalla de oro      | Dobles SL3-SU5       |
| 2024                | París (Francia)     | Medalla de plata    | Dobles SL3-SU5 mixto |